# 로열 크레센트

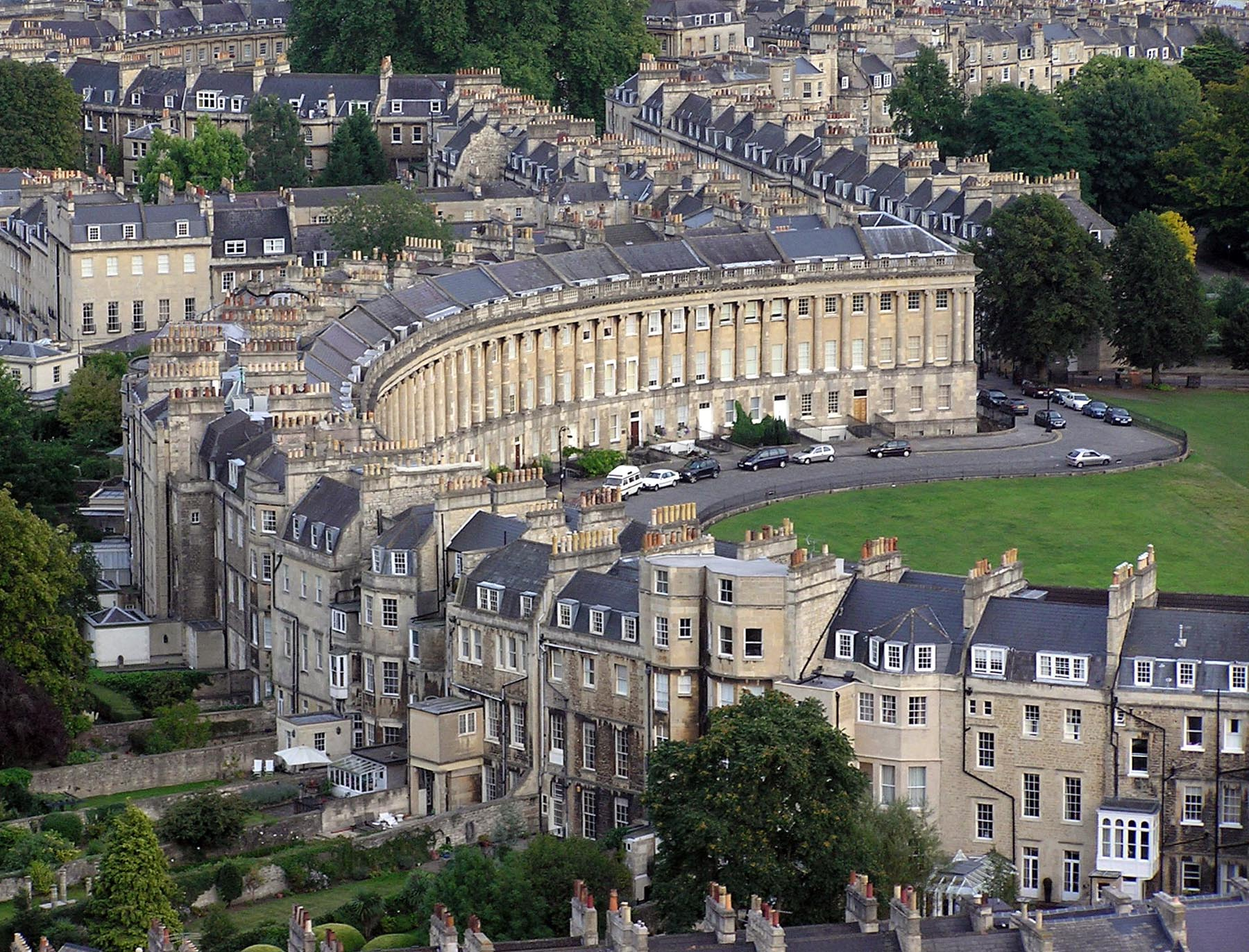
열기구에서 촬영한 로열 크레센트

로열 크레센트(영어: Royal Crescent)는 잉글랜드 서머싯주 바스에 있는 초승달 모양으로 지어진 30개의 테라스 하우스이다. 건축가 존 우드가 설계하여 1767년과 1774년 사이에 지어졌다. 영국의 있는 조지 시대 건축 양식의 가장 좋은 예 중 하나로, 그레이드 I에 등재되어 있다.
No. 1 로열 크레센트는 로열 크레센트에 있는 박물관으로, 바스 보존 재단이 소유 및 관리하고 있다.